# Meister von Mühldorf

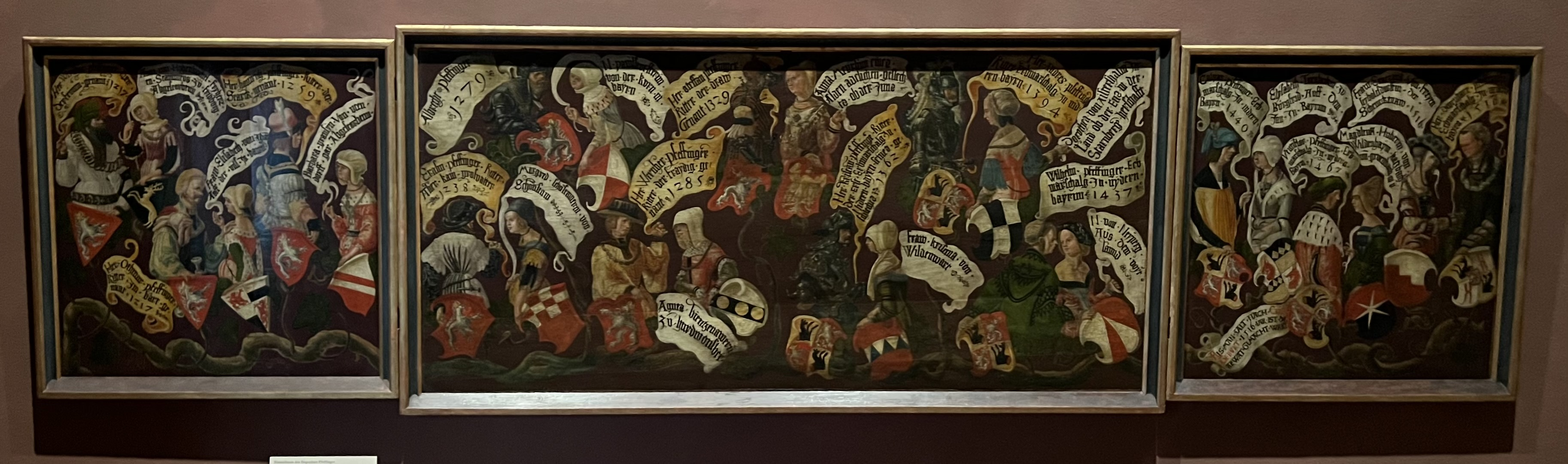
Stammbaum Degenhart Pfeffinger

Als Meister von Mühldorf wird der namentlich nicht sicher bekannte spätgotische Maler bezeichnet, der 1511 einen Passionsaltar mit neun Tafeln für die Pfarrkirche St. Laurentius in Altmühldorf malte. Eventuell ist der Meister identisch mit dem 1521 in Mühldorf verstorbenen und dort in der Stadtpfarrkirche St. Nikolaus beigesetzten Maler Wilhelm Pätzsold.
Dem Meister von Mühldorf werden neben dem Flügelaltar in Altmühldorf noch einige wenige andere in der Region zu findende Werke zugeschrieben. Seine Arbeiten sind dem Donaustil zuzurechnen, einer kunsthistorischen Gruppierung von im Donauraum tätigen Malern des ersten Drittels des 16. Jahrhunderts. Der Altmühldorfer Altar könnte aus dem Umkreis von Michael Pacher stammen. Auch ein Einfluss der frühen Werke von Lucas Cranach ist zu finden. Stilistisch ist er weiter mit der um 1450 entstandenen großen Kreuzigungstafel des Dechanthofs in Laufen a.d.Salzach zu vergleichen, die vom ebenfalls namentlich nicht bekannten Meister von Laufen gemalt wurde.